# Pabellón de España de la Exposición Universal de París de 1878
El Pabellón de España fue un edificio que formó parte de la Exposición Universal de París de 1878, obra del arquitecto Agustín Ortiz de Villajos.

## Descripción
Ubicado en el Champ-de-Mars, el inmueble fue destinado a representar la arquitectura española en la Exposición Universal de París de 1878, a través de una mezcla de diversas influencias, entre las que se encontrarían edificios como el alcázar de Sevilla, el patio de los Leones, la puerta del Sol en Toledo, la mezquita de Córdoba, el palacio de la Aljafería y la catedral de Tarragona, dando lugar a una arquitectura calificada como neoárabe. La construcción del edificio, proyectado por Agustín Ortiz de Villajos, fue dirigida por Manuel, el hermano de este, sobre el terreno, con todos los materiales empleados siendo transportados desde España.